# Osvaldo Louis Guglielmi
 Osvaldo Louis Guglielmi (* 9. April 1906 in Kairo; † 3. September 1956 in Italien) war ein US-amerikanischer Maler italienischer Herkunft des magischen Realismus.

## Leben
Osvaldo Louis Guglielmi wurde in Kairo als Sohn italienischer Eltern geboren, ab 1914 wuchs er in den USA in einem Slum in Harlem auf. Um 1920 begann er seine künstlerische Ausbildung an der National Academy of Design und in Bildhauerkursen am Beaux-Arts Institute of Design. Seine frühen Werke zeigen die geometrischen Formen und Flächen des Präzisionismus, seine Arbeiten ab etwa 1933 sind in gedämpften Farben gehalten und bilden seltsame Kompositionen ab, wie sie von Giorgio de Chirico bekannt sind.  
Später entschied sich Guglielmi für die Darstellung der einfachen und unterdrückten Menschen in ihren erbärmlichen Verhältnissen. Seine sozial verpflichtete Einstellung hat ihn zur Arbeit bei der Works Progress Administration geführt, für die er von 1934 bis 1939 arbeitete. Das Bild Odd Fellows Hall, ein gespensterhafter Straßenzug, in Guglielmis charakteristischer Farbpalette und seltsam verzerrter Perspektive ausgeführt, wurde während seiner Anstellung beim WPA geschaffen. 1945/46 nahm er mit seiner Version der Versuchung des Heiligen Antonius am Bel-Ami-Wettbewerb teil. Er lehrte an der Louisiana State University und an der The New School for Social Research in New York.
Er verstarb 1956 während einer Italienreise.

## Werke
- Odd Fellows Hall (1936) University of Kentucky Art Museum
- Town Square (ca. 1936–1939), Smithsonian American Art Museum
- Relief Blues (ca. 1938), Smithsonian American Art Museum
- The Temptation of Saint Anthony (1945), Verbleib unbekannt